# Club olympique Périgueux-Ouest
Pour la section rugby, voir Club olympique Périgueux-Ouest (rugby).
Pour la section basket-ball féminin, voir Club olympique Périgueux-Ouest (basket-ball).
Le Club olympique Périgueux-Ouest (COPO) est un club omnisports français de Périgueux.
‌

## Historique
À Périgueux est créé en 1910 le Stade olympique périgourdin qui, avant la Première Guerre mondiale, prend le nom de Compound Club du Paris-Orléans (CCPO).
En 1917, le club atteint les quarts de finale de la Coupe de l'Espérance, compétition qui remplace le championnat de France pendant la première guerre mondiale. Il est alors battu 27-0 par Tarbes.
Le 26 septembre 1920, le Compound Olympique Périgueux inaugure son stade Font-Pinquet à l'occasion de la réception de l'US Bergerac (défaite 0 à 6).
En 1924, il devient le Club olympique de Périgueux-Ouest (COPO) qui s'éteint après la Seconde Guerre mondiale, en fusionnant avec le Club athlétique périgourdin.
En 1942, c'est sous le nom de COPO que le club est champion de France zone libre de Basket féminin après une victoire en finale 18-14 contre le FC Grenoble.
En 1958, les cheminots de la Compagnie du chemin de fer de Paris à Orléans (PO) font renaître le club,, qui est officiellement agréé le 5 septembre 1960.
En 2011, le Club olympique Périgueux-Ouest compte 650 licenciés ; le même chiffre est relevé au début de l'année 2014.